# Papirus Oxyrhynchus 36
Papirus Oxyrhynchus 36 oznaczany jako P.Oxy.I 36 – rękopis zawierający przepisy celne napisany w języku greckim przez nieznanego autora. Papirus ten został odkryty przez Bernarda Grenfella i Arthura Hunta w 1897 roku w Oksyrynchos. Rękopis datowany jest na II wiek lub początek III wieku n.e. Przechowywany jest w Bodleian Library (Ms. Gr. Class. d 60). Tekst został opublikowany przez Grenfella i Hunta w 1898 roku.
Manuskrypt został napisany na papirusie, na pojedynczej karcie. Rozmiary zachowanego fragmentu wynoszą 10,4 na 27,9 cm. Tekst jest napisany średniej wielkości kursywą.